# Methamfetamine
Methamfetamine, ook bekend als meth, crystal meth, methylamfetamine, N-methylamfetamine, pervetine of desoxyefedrine, is een harddrug, een sterk verslavende amfetamine en hoort bij de fenylethylaminefamilie (N-methyl-O-fenylisopropylamine). Het is een lipofiel molecuul met een sterke werking op het centrale zenuwstelsel.
Door dit sterk lipofiele karakter werkt methamfetamine in vergelijking met amfetamine sterker en heeft daardoor ook een sterker toxisch effect.
Methamfetamine is een racemisch mengsel. Dit is tevens het kenmerk van alle illegale productie. De rechtsdraaiende variant (dextro-vorm) heeft een sterkere werking op het centrale zenuwstelsel. Het linksdraaiende spiegelbeeld heeft vrijwel geen centrale werkzaamheid op het dopamine en wordt in de Verenigde Staten daarom vrij verkocht in een neusspray. Het rechtsdraaiende spiegelbeeld Desoxyn, wordt aldaar op recept verkocht met als indicatie obesitas en ADHD.

## Toepassingen
Er zijn verschillende medische indicaties voor dit middel. Methamfetamine wordt verkocht onder de naam Desoxyn door het Deense farmaceutische bedrijf Lundbeck voor behandeling van narcolepsie, zwaarlijvigheid en aandachtstekort-hyperactiviteitstoornis (ADHD). Hierbij gaat het om buitengewone vormen van ADHD en aandachtstekortstoornis. Vanwege de onderdrukking van het hongergevoel, wordt het ook gebruikt als vermageringsmiddel. Methamfetamine is in kristallijne vorm als zout in de handel.

## Geschiedenis
De Japanse chemicus Nagai Nagayoshi maakte methamfetamine uit efedrine in 1893. De Japanse geleerde en arts Akira Ogata was in 1919 de eerste die methamfetamine in kristallijne vorm synthetiseerde uit efedrine en fosfor.
Het Duitse farmaceutische bedrijf Temmler ontwikkelde een eigen productieproces, waarvoor in 1937 octrooi werd verkregen. Temmler verkocht methamfetamine vanaf 1938 onder het merk Pervitin. De grondstof efedrine werd door de Nederlandsche Cocaïnefabriek verwerkt.

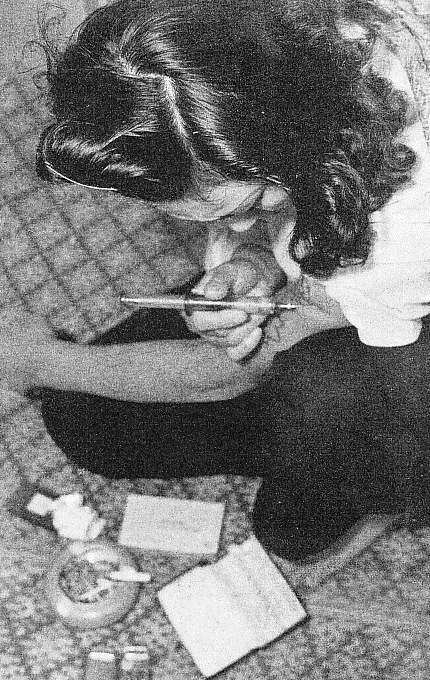
Verslaafde spuit het middel in de jaren vijftig.

In de Tweede Wereldoorlog werd het middel door zowel de geallieerden als de asmogendheden gebruikt. Soldaten konden langer doorgaan met vechten en kregen minder snel honger. Het middel werd als alternatief gebruikt voor alcohol, omdat alcohol tot excessen onder soldaten leidde. Alleen al aan Duitse zijde werden tijdens de oorlog 200 miljoen pillen methamfetamine gebruikt. Een bekende gebruiker van het middel was Adolf Hitler, die het middel in een ader liet spuiten door zijn lijfarts Theodor Morell. Een van de gebruikers was de later als schrijver bekend geworden soldaat Heinrich Böll, die het thuisfront herhaaldelijk om extra doses verzocht.

Bij geallieerde piloten werd het middel gedurende de oorlog vervangen door dextro-amfetamine, omdat methamfetamine bij hen tot onrust leidde.
Uit onderzoek van biograaf-historicus Cees Fasseur blijkt dat ook de Nederlandse Koningin Wilhelmina tijdens de Tweede Wereldoorlog regelmatig haar toevlucht zocht tot Pervitine. Volgens rechtshistoricus Marcel Verburg zou haar druggebruik een verklaring zijn voor haar door de ministerraad in Londen destijds vaak als bizar en eigengereid ervaren optreden.

### Na de Tweede Wereldoorlog
Na de oorlog zette Temmler de militaire levering voort, nu aan de legers van de beide Duitslanden. De Bundeswehr van de Bondsrepubliek schafte pervetine pas in de jaren zeventig af. De Nationale Volksarmee van de DDR volgde in 1988.
Japan, waar methamfetamine vanaf 1941 werd verkocht onder de naam Philopon, kende van 1946 tot 1956 een epidemie van verslaafden. Toen in 1949 de verkoop van methamfetamine in tablet- of poedervorm werd verboden begonnen de gebruikers het middel te spuiten. Door strafbaarstelling van vloeibare methamfetamine en het opleggen van forse straffen aan gebruikers wist Japan het gebruik uit te bannen. Vanaf 1970 laaide het echter weer op.
Methamfetamine deed eind jaren tachtig zijn intrede in de Verenigde Staten als harddrug. Het werd snel populair omdat het middel goedkoop is en relatief simpel te produceren, en het effect sterk is. Nederland leek in 2019 het Europese productieland te zijn geworden. Ook in België wordt de drug voor de buitenlandse markt geproduceerd.

## Synthese
Er is een vijftal verschillende synthesemechanismen bekend, waarvan de reductie van efedrine en de condensatie van fenylaceton met monomethylamine de twee meest gangbare zijn.

### Reductie
De reductie van efedrine is het oudste synthesemechanisme en werd in 1893 door de Japanse chemicus Nagayoshi Nagai ontwikkeld.

### Condensatie
De condensatie van fenylaceton met monomethylamine werd in 1919 door Akira Ogata ontwikkeld. Hij verkreeg voor de eerste keer methamfetamine in een kristallijne zuivere vorm. In 1921 vroeg hij voor deze syntheseweg een octrooi aan.

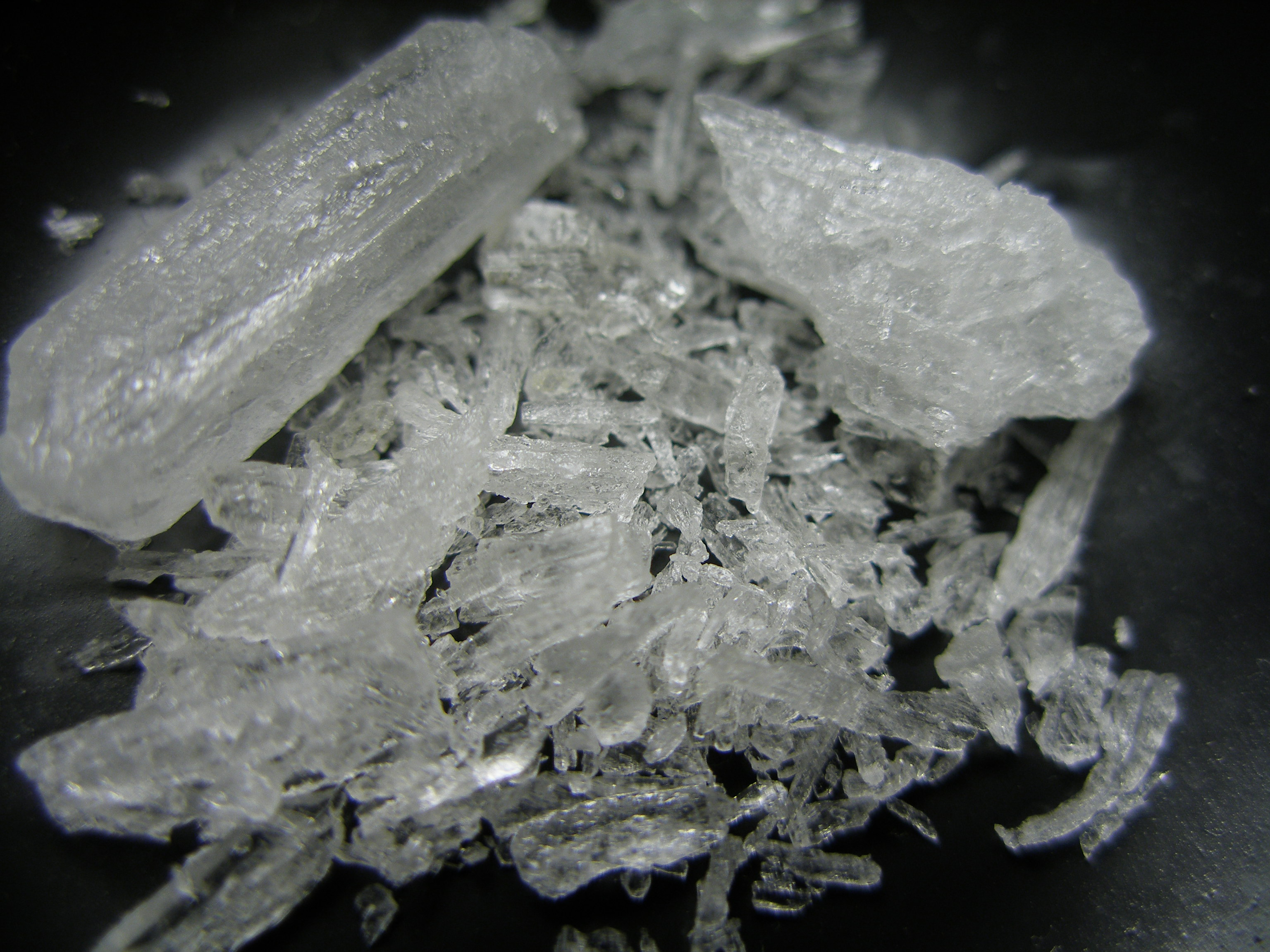
Crystal meth, de vaste vorm als hydrochloridezout.

## Chemische eigenschappen
Methamfetamine is een kleurloze vluchtige lipofiele vloeistof, die daardoor goed in staat is door de bloed-hersenbarrière te dringen en in vetweefsel te worden opgeslagen. Methamfetamine kan echter ook als wateroplosbaar ammoniumion aanwezig zijn. De aminestikstof heeft een pKa=9,9 en zal daarom in licht zure oplossingen al snel met een proton aanwezig zijn. Hierdoor kan het zich gemakkelijk in zure celorganellen zoals mitochondriën of blaasjes met overdrachtsstof ophopen.

## Effecten

### Effecten op zenuwstelsel
Methamfetamine werkt op zenuwcellen die dopamine bevatten en een beetje op de cellen met de overdrachtsstof noradrenaline. De dextro-vorm werkt alleen op de cellen die dopamine bevatten. De stof kan zowel via actief transport als passief transport de cel binnenkomen.
Methamfetamine lijkt scheikundig op catecholamines. Hierdoor wordt het in het lichaam actief cellen binnengehaald. Dit gebeurt door de transporteiwitten dopamineplasmamembraantransporters en vesiculaire monoaminetransporters die zich in de celmembraan bevinden. Deze eiwitten zorgen normaal voor de heropname van vrijgekomen dopamine en bepalen de dopamineconcentratie in de synapsspleet. De aantrekkingskracht van methamfetamine tot de transportereiwitten is tien keer hoger dan die van amfetamine. Naast de voorgenoemde actieve transportmechanismes gaat methamfetamine ook via diffusie passief door het celmembraan heen, omdat de stof lipofiel is.

### Effecten op het lichaam
Door de verhoogde afgifte van catecholamines worden zogenoemde vecht-of-vluchtreacties opgewekt. Typische effecten zijn:
- Verhoging van de hartslag
- Verhoging van de bloeddruk
- Vernauwing van de bloedvaten
- Verhoogde transpiratie
- Verwijding van de luchtwegen
- Vergroting van de pupillen

Daarnaast werkt het als een sterk lustopwekkend middel.

#### Overdosis
Methamfetaminegebruikers ontwikkelen al heel snel een grote tolerantie voor het middel. Verslaafden nemen gewoonlijk een vijf tot zes keer hogere dosis dan de waarde waarbij de helft van niet-gebruikers zou overlijden, de LD50. Hierdoor kunnen een tweetal ernstige situaties optreden waarbij overlijden een mogelijk gevolg is. Ten eerste dienen veel gebruikers zich na een periode van onthouding dezelfde dosis toe die eerder normaal was toen ze nog tolerant voor het middel waren. Omdat ze hun tolerantie hebben verloren kan hierdoor een zo hoge dosis dodelijk zijn. Op de tweede plaats komt het vaak voor dat nieuwe gebruikers dezelfde dosis toedienen als ervaren gebruikers. Overlijden treedt op door oncontroleerbare verhoging van de lichaamstemperatuur, toevallen vanwege epilepsie, zuurstoftekort en aandoeningen van het hart- en vaatstelsel.

#### Psychopathologie van de ontwenning
Bij ontwenning, na vooral langdurig gebruik van hoge doseringen van methamfetamine, wordt afwezigheid van reactie (ook wel anergie genoemd) met een sombere of prikkelbare stemming (dysforie) en daarnaast een stoornis aan mentale energie waargenomen. Deze verschijnselen zijn heviger dan bij cocaïne en kunnen maanden aanhouden. Ook is psychose vaak gezien en wordt een hoge vatbaarheid voor achtervolgingswaanzin waargenomen die jaren kan duren. Dit hangt waarschijnlijk samen met de neurotoxiciteit van de drug en het langzame herstel van het dopaminestofwisseling in de hersenen.

### Effecten in de hersenen
Langdurig misbruik van methamfetamine heeft een heel sterk effect op de stofwisseling in de hersenen, vooral op de wandkwab, de thalamus en het corpus striatum. In de wandkwab wordt een verhoogde stofwisseling vastgesteld, terwijl in de thalamus en het corpus striatum het tegendeel te observeren is en dit juist afneemt. Dit werd ook in dierproeven bevestigd waarbij ratten langdurig aan methamfetamine werden blootgesteld. De neurotransmitter dopamine speelt hierbij een belangrijke rol.
Methamfetamine heeft een neurotoxisch effect op cellen van de middenhersenen, waardoor de afgifte van dopamine in het striatum wordt verlaagd en daardoor ook de stofwisseling ervan. Omdat de thalamus het meeste dopamine uit het striatum ontvangt, wordt ook de stofwisseling in de thalamus verlaagd, wat uiteindelijk leidt tot een onomkeerbare verslechtering van de fijne motoriek.
Zelfs na drie jaar onthouding is de dopaminebinding in de staartkern en het putamen nog verlaagd. De reden hiervoor is echter nog niet helemaal bekend. Het zou door aanpassing van de zenuwcellen kunnen komen of vanwege neurotoxiciteit. Hiernaast is ook de verklaring geopperd dat het verbruikspatroon voor het verschil verantwoordelijk is. De verhoogde stofwisseling in de cellen van de wandkwab is nog niet helemaal opgehelderd, echter blijkt uit onderzoek dat gliose ervoor verantwoordelijk kan zijn. In dat geval is het aantal gliacellen in een beschadigd deel van het centrale zenuwstelsel verhoogd.

### Mechanismen van giftigheid in de cel
Er zijn twee modellen voor acute en chronische toxiciteit. Acute toxiciteit wordt bij dieren gesimuleerd met een toediening van ongeveer 4–5 mg/kg.
Men vermoedt dat bij acute blootstelling aan hoge methamfetamineconcentraties dopamine in het cytoplasma wordt geoxideerd. Hierdoor verliest het dopamine zijn werking. Verder opent het mitochondrion poriën waardoor calcium uittreedt en celdood optreedt.
Als methamfetamine chronisch wordt toegediend met ongeveer 15 mg/kg/dag over een periode van veertien dagen, dan wekt methamfetamine een verhoogde afgifte op van de stoffen glutamaat, dopamine, calcium en RONS. Verschillende reacties leiden hierdoor tot apoptose en de cel sterft vervolgens.
Onafhankelijk van de manier hoe methamfetamine de cel binnenkomt, is de neurotoxiciteit van de productie van reactieven soortafhankelijk. Wanneer methamfetamine de cel binnenkomt en dopamine vrij zet, wordt deze geoxideerd door het enzym monoamino-oxidase of door auto-oxidatie. De eruit voortkomende reactieve zuurstofcomponenten reageren tot watermoleculen en stikstofmonoxide, waardoor necrotisch celdood optreedt als gevolg. Methamfetamine is krachtiger dan amfetamine en verwoest de dopaminerge en serotonerge receptoren in de hersenen voor langere tijd dan amfetamine.

## Biotransformatie
De stof wordt in de lever via het enzym Cyp2D6 afgebroken. Als dit enzym wordt geremd, dan ontstaan hogere bloedspiegels van de methamfetamine en neemt het risico op overlijden toe. De uitscheiding via de nieren van het middel en zijn stofwisselingsproducten wordt versneld bij lage pH-waarden, en vertraagd bij hoge pH-waarden.
Methamfetamine wordt via N-demethylering omgezet in amfetamine en via bèta-hydroxylering door het enzym Cyp2D6 van het enzymsysteem cytochroom P450 omgezet in de lever. Daarbij blijkt dat de biotransformatie van methamfetamine in p-hydroxymethamfetamine verzadigd kan raken, waardoor de halveringstijd met toenemende methamfetamine-inname sterk verhoogd wordt en het langer duurt voordat alles is afgebroken. De reden van verzadiging is dat methamfetamine een negatief effect heeft op de werking van het enzym dat bij de eerste hydroxyleringsstap betrokken is. Ongeveer de helft van de stof wordt onveranderd uitgescheiden, mede afhankelijk van de zuurgraad van de urine, en een deel wordt in amfetamine omgezet.
De levo-vorm, levmethamfetamine, heeft andere farmacokinetische en farmacodynamische eigenschappen dan het racemaat. Ook de illegale producenten zijn zich hiervan bewust.